# Liss-Hedtjärnen
Liss-Hedtjärnen är en sjö i Ockelbo kommun i Gästrikland och ingår i Testeboåns huvudavrinningsområde.